# Mehaigne (plaats)
Mehaigne is een dorp in de Belgische provincie Namen, en een deelgemeente van de Waalse gemeente Éghezée. Het was een zelfstandige gemeente tot het bij de fusie van 1977 toegevoegd werd aan de gemeente Éghezée.
Mehaigne is een landbouwdorp en ligt ten westen van Éghezée aan de gelijknamige rivier die het dorp van zuid naar noord doorkruist.

## Bezienswaardigheden
- De Sint-Pieterskerk (Église Saint-Pierre) uit 1870 met een koor uit 1767 en een toren uit 1834.
- Enkele boerderijen uit de 17e en 18e eeuw waaronder de vierkantshoeve Ferme du Monceau uit de 17e eeuw die in 1981 samen met de kasseien van de binnenplaats werden beschermd als monument. De omgeving van de boerderij werd beschermd als dorpsgezicht.

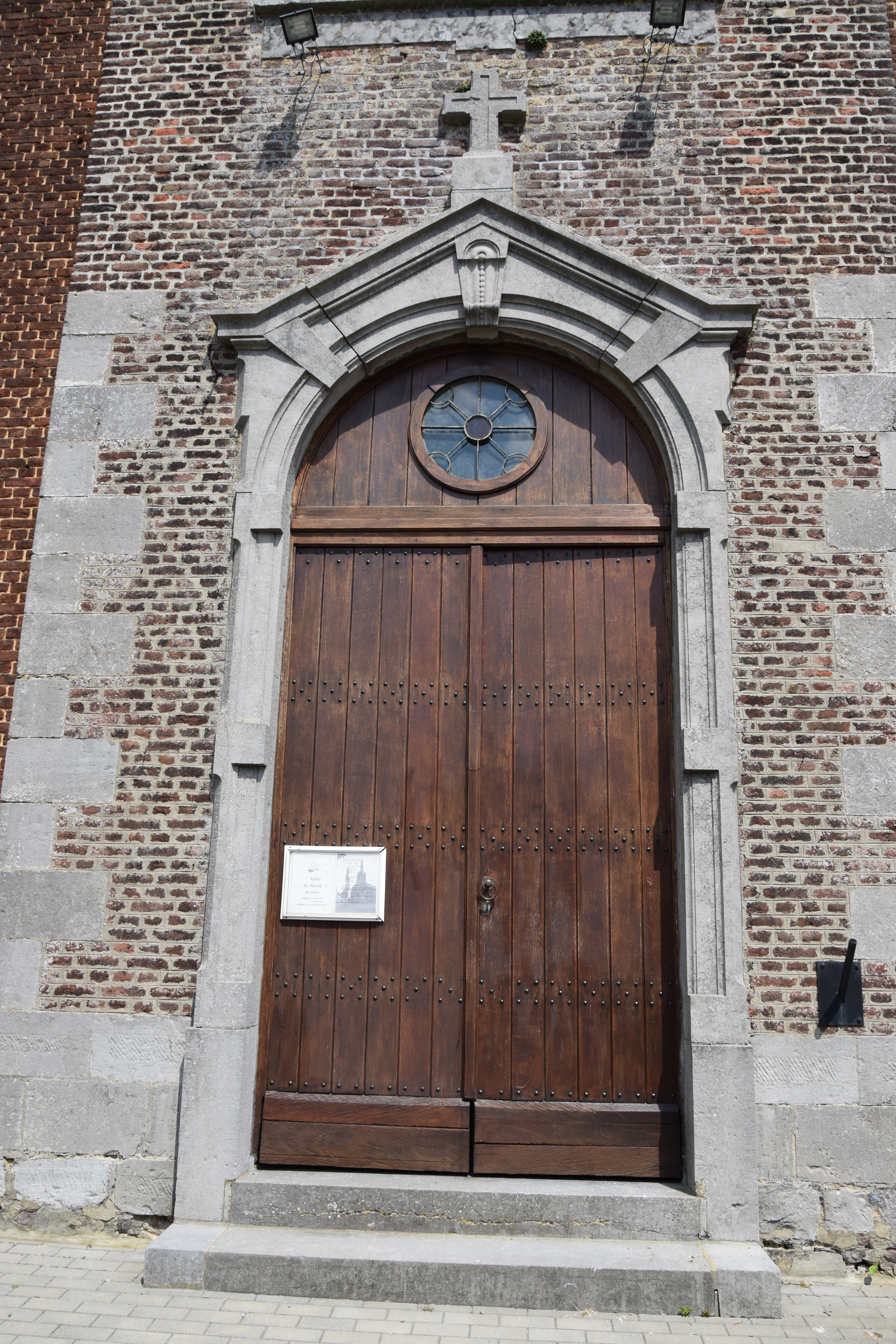
Sint-Pieterskerk
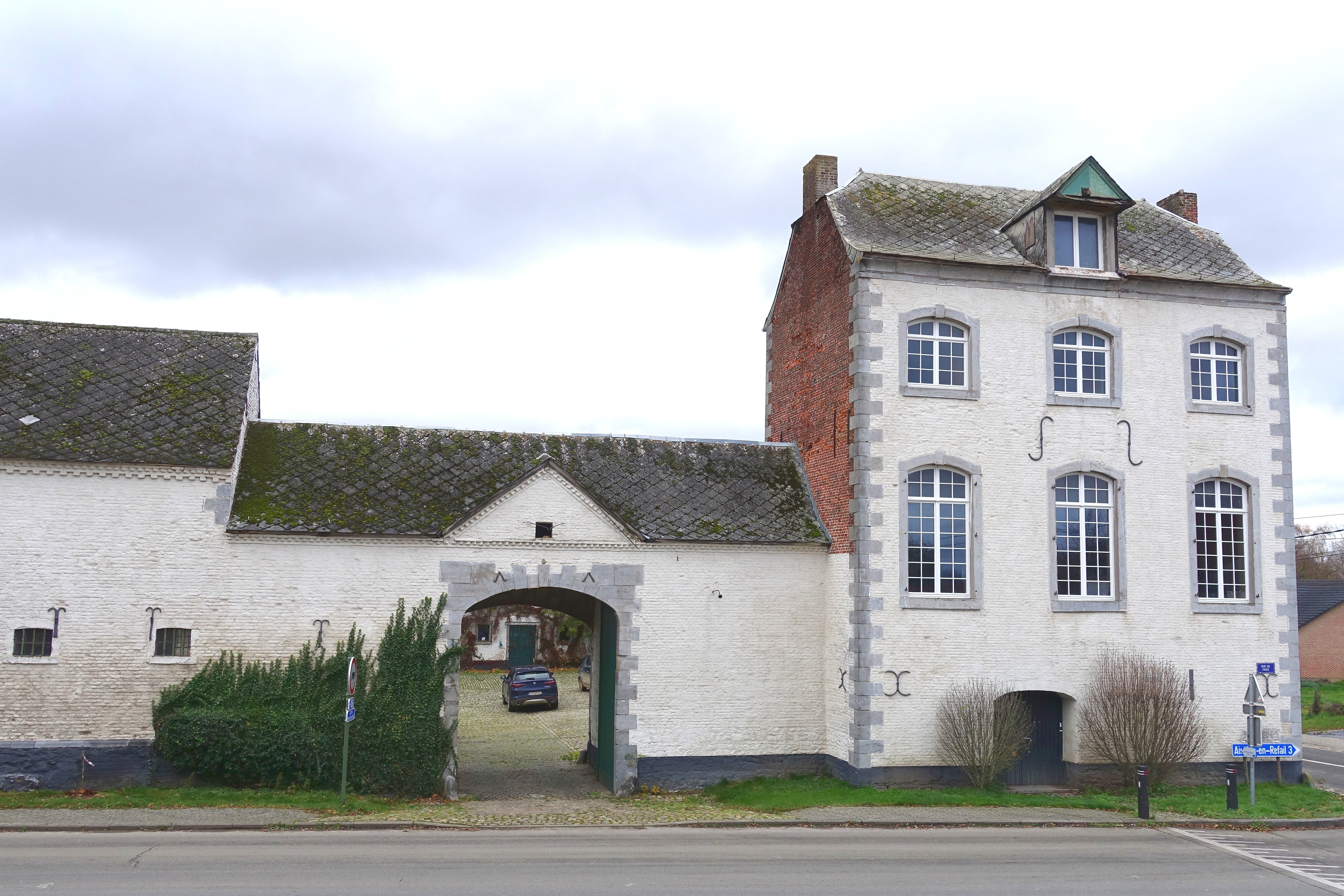
Ferme du Chateau in Mehaigne
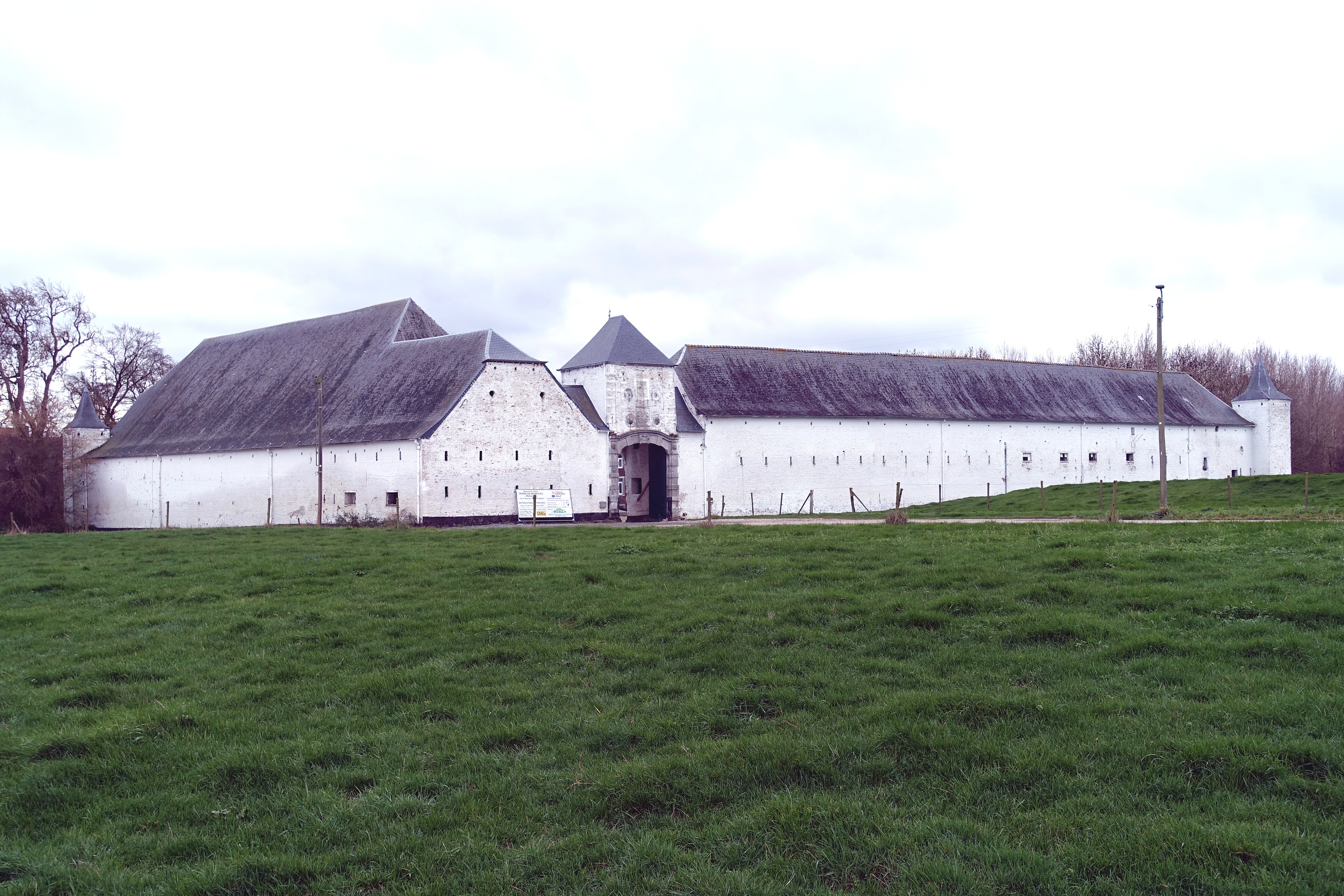
Ferme du Monceau
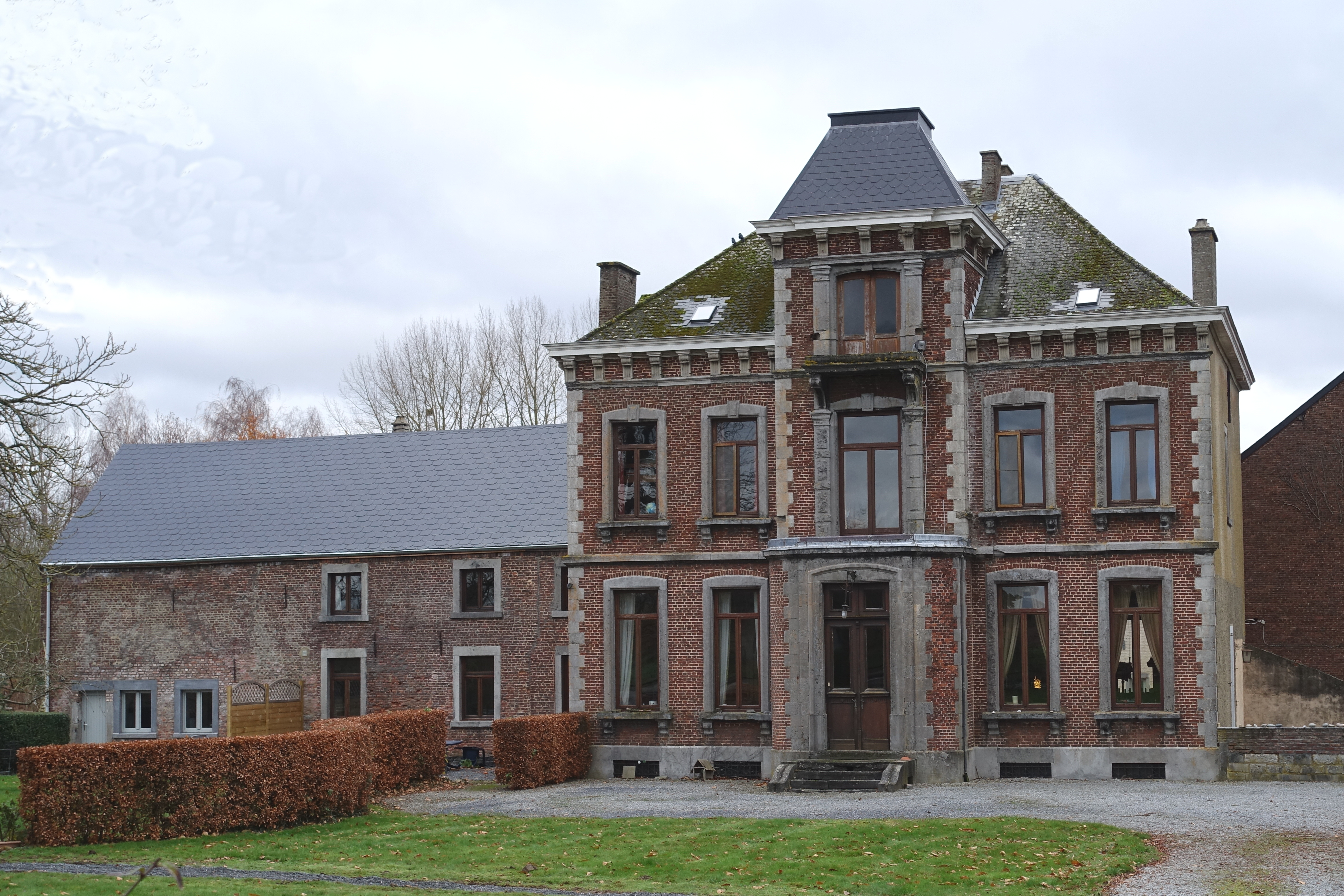
Ferme Au-dela de l'Eau
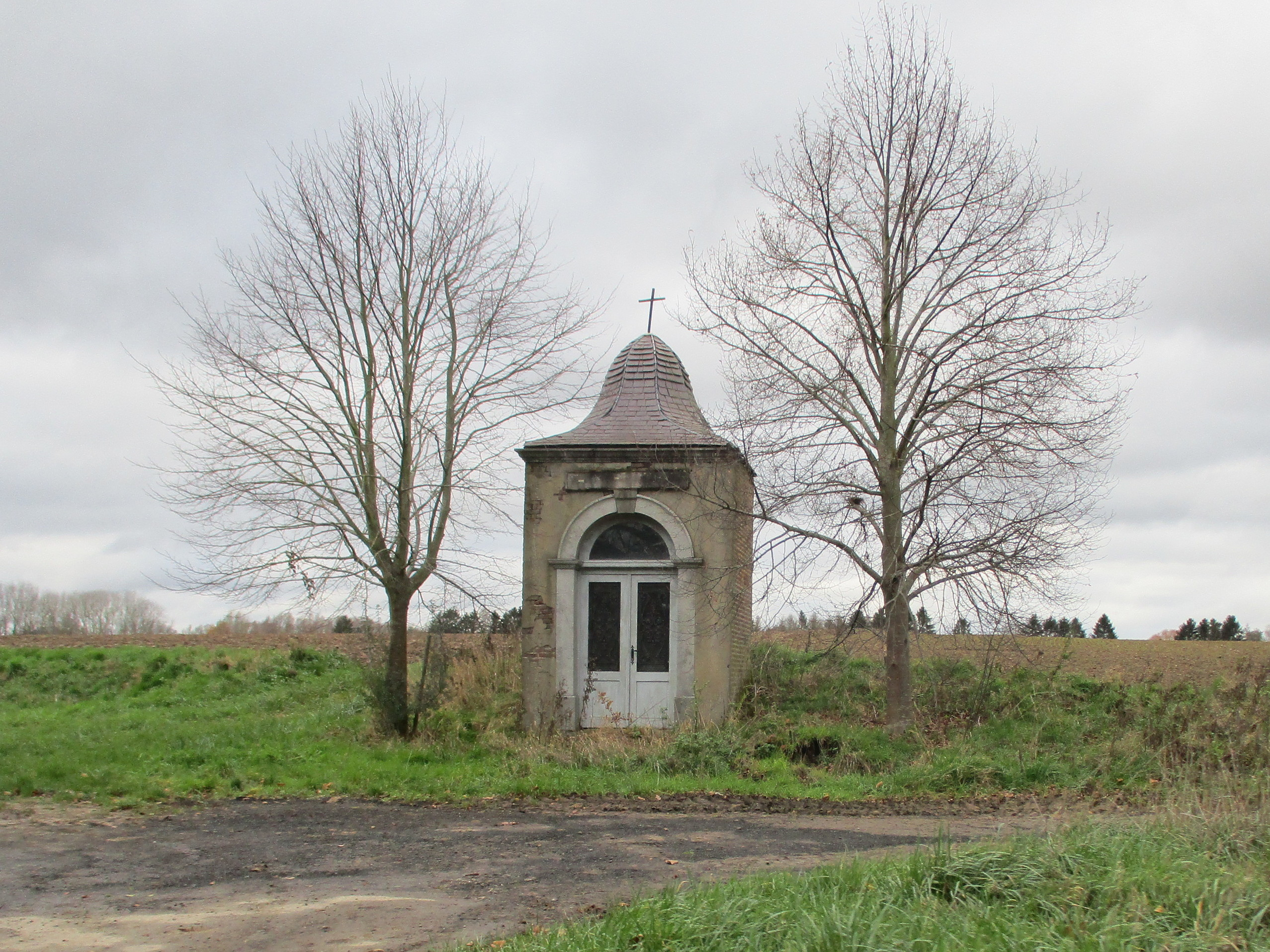
Kapel Notre Dame des Afligés
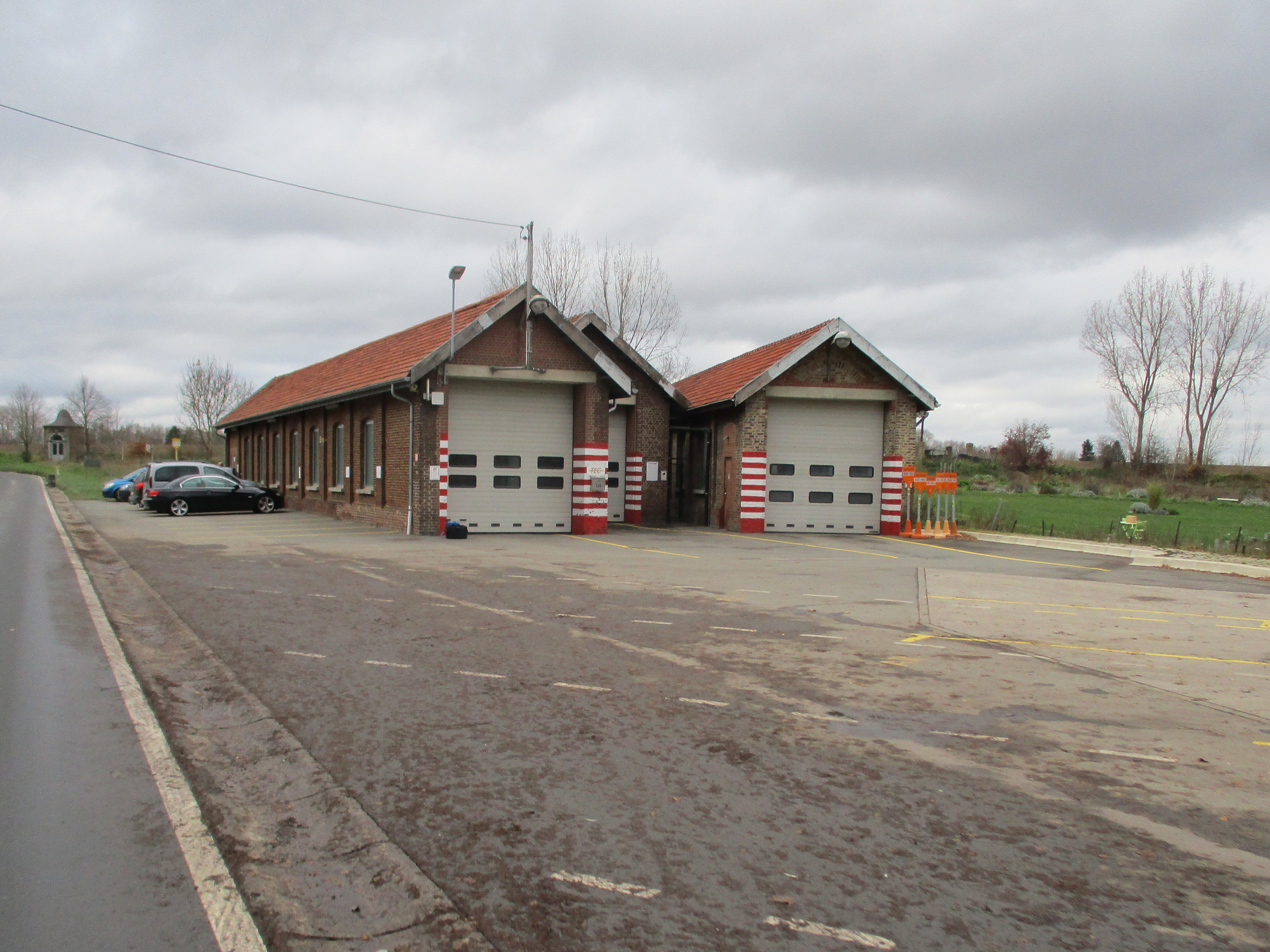
Vroegere stelplaats van een buurtspoorweg

## Natuur en landschap
Mehaigne ligt aan de gelijknamige Mehaigne. De hoogte aan de kerk bedraagt 149 meter.

## Demografische ontwikkeling
- Bronnen:NIS, Opm:1831 tot en met 1970=volkstellingen, 1976= inwoneraantal op 31 december

## Nabijgelegen kernen
Éghezée, Noville-sur-Mehaigne, Aische-en-Refail, Upigny
Deelgemeenten: Aische-en-Refail · Bolinne · Boneffe · Branchon · Dhuy · Hanret · Leuze · Liernu · Longchamps · Mehaigne · Noville-sur-Mehaigne · Saint-Germain · Taviers · Upigny · Waret-la-Chaussée

Belgische gemeenten · arrondissement Namen · provincie Namen · Wallonië